# 証 (flumpoolの曲)
「証」（あかし）は、flumpoolのメジャー7枚目のシングル。2011年9月7日にA-Sketchから発売された。

## 解説
- 2011年に行われた、第78回NHK全国学校音楽コンクール・中学校の部の課題曲として制作された。
- 初回生産分には「証」の混声三部合唱の楽譜が同梱される。
- 「証」のPVにはアミューズ及びA-Sketchの後輩アーティストであるWEAVERの杉本雄治がピアノ演奏者で出演している。
- ジャケット写真はメンバーの意見により山村隆太のみである。

## 収録曲

### CD
1. 証
作詞：山村隆太、作曲：阪井一生、編曲：玉井健二、百田留衣、加藤昌則
  - 第78回（2011年度）『NHK全国学校音楽コンクール』中学校の部課題曲
  - 『NHKみんなのうた』2011年8月-9月の新曲

山村の歌唱による原曲はロ長調（大サビでハ長調に転調）だが、課題曲版（編曲は加藤昌則）はヘ長調（大サビで変ト長調に転調）である。
2. 覚醒アイデンティティ
作詞：山村隆太、作曲：阪井一生、百田留衣、編曲：玉井健二、百田留衣
  - 『ラグビーワールドカップ2011』番組イメージソング
3. for no one
作詞：山村隆太、作曲：阪井一生、編曲：玉井健二、百田留衣
4. 証〜flumpool×Choir〜合唱ver.
5. 証（Instrumental）
6. 覚醒アイデンティティ（Instrumental）

DVD（初回限定盤のみ）
1. 「証〜flumpool×Choir〜合唱ver.」ミュージックビデオ
2. メンバー撮りおろしインタビュー
3. 「証」 ミュージックビデオドキュメンタリー映像
4. 「証」ツアーステージ映像（山村ソロver.）

## 収録アルバム
- experience #8
- The Best 2008-2014「MONUMENT」 #15

## テレビ出演
- みんなのうた（NHK総合/Eテレ、2011年8-9月）
- ハッピーMusic（日本テレビ、2011年9月2日）
- ミュージックフェア（フジテレビ、2011年9月3日・9月10日）
- HEY!HEY!HEY! MUSIC CHAMP（フジテレビ、2011年9月5日）
- カミスン!（TBS、2011年9月5日）
- ヒルナンデス!（日本テレビ、2011年9月7日）
- ちちんぷいぷい（毎日放送、2011年9月7日）
- ミュージックステーション（テレビ朝日、2011年9月9日）
- CDTV（TBS、2011年9月10日）
- MUSIC JAPAN（NHK総合、2011年9月11日）
- 第78回NHK全国学校音楽コンクール全国コンクール・中学校の部（NHK Eテレ、2011年10月10日）